# Jean-Jacques Servan-Schreiber
Jean-Jacques Servan-Schreiber, também conhecido como JJSS (Paris, 13 de fevereiro de 1924 — Fécamp, 7 de novembro de 2006) foi um jornalista, ensaísta, e político francês.

## L'Express
Em 1953, movido entre outros por idéais anticolonialistas, ele cria com Françoise Giroud o L'Express é uma revista semanal francesa de notícias, criada em 1953, que existe até hoje. Ele vende a revista pra Jimmy Goldsmith em 1977.

## Trabalhos
- Jean-Jacques Servan-Schreiber, Lieutenant en Algérie, Éditions Julliard, 1957
- Jean-Jacques Servan-Schreiber, Le Défi américain, Paris, Éditions Denoël, 1967
- Jean-Jacques Servan-Schreiber, Le Réveil de la France, Paris Éditions Denoël, 1968
- Jean-Jacques Servan-Schreiber, Le Manifeste radical, Paris, Éditions Denoël, 1970
- Jean-Jacques Servan-Schreiber, Le Défi mondial, Paris, LGF, 1981 (notes de lecture)
- Jean-Jacques Servan-Schreiber, Le choix des Juifs, Paris, Éditions Bernard Grasset, 1988
- Jean-Jacques Servan-Schreiber, Passions, Paris, Fixot, 1991
- Jean-Jacques Servan-Schreiber, Les Fossoyeurs, Paris, Fixot, 1993